# Первый кабинет Фредериксен
Кабинет Метте Фредериксен сформирован 27 июня 2019 года и сменил третий кабинет Ларса Лёкке Расмуссена после парламентских выборов в Дании в 2019 году. Это правительство меньшинства, состоящее из Социал-демократов. Опирается на парламентскую поддержку со стороны Красно-зелёной коалиции, Социалистической народной партии и Радикальной Венстре.

## Список министров
В состав кабинета Фредериксен входят премьер-министр и 19 министров:
| Кабинет Фредериксен                                         |                                              |                                                                                |                  |
| Пост                                                        | Имя                                          | Период полномочий                                                              | Партия           |
| Премьер-министр                                             | Метте Фредериксен                            | с 27 июня 2019 года                                                            | Социал-демократы |
| Министр иностранных дел                                     | Еппе Куфуд                                   | с 27 июня 2019 года                                                            | Социал-демократы |
| Министр финансов                                            | Николай Ваммен                               | с 27 июня 2019 года                                                            | Социал-демократы |
| Министр социальных дел и по делам пожилых людей             | Астрид Краг                                  | с 27 июня 2019 года                                                            | Социал-демократы |
| Министр юстиции                                             | Ник Хеккеруп Маттиас Тесфайе                 | 27 июня 2019 — 2 мая 2022 с 2 мая 2022                                         | Социал-демократы |
| Министр торговли и промышленности                           | Симон Коллеруп                               | с 27 июня 2019 года                                                            | Социал-демократы |
| Министр обороны                                             | Трине Брамсен Мортен Бёдсков                 | 27 июня 2019 — 4 февраля 2022 с 4 февраля 2022                                 | Социал-демократы |
| Министр занятости                                           | Петер Хуммельгор                             | с 27 июня 2019 года                                                            | Социал-демократы |
| Министр гендерного равенства                                | Могенс Йенсен Петер Хуммельгор Трине Брамсен | 27 июня 2019 — 19 ноября 2020 19 ноября 2020 — 4 февраля 2022 с 4 февраля 2022 | Социал-демократы |
| Министр по делам иностранцев и интеграции                   | Маттиас Тесфайе Кааре Дибвад                 | 27 июня 2019 — 2 мая 2022 с 2 мая 2022                                         | Социал-демократы |
| Министр по делам детей и образования                        | Пернилле Розенкранц-Тейл                     | с 27 июня 2019 года                                                            | Социал-демократы |
| Министр здравоохранения                                     | Магнус Хеунике                               | с 27 июня 2019 года                                                            | Социал-демократы |
| Министр культуры и по делам религий                         | Джой Могенсен Ане Хальсбоэ-Йёргенсен         | 27 июня 2019 — 16 августа 2021 с 16 августа 2021                               | Социал-демократы |
| Министр науки, технологий, информации и высшего образования | Ане Хальсбоэ-Йёргенсен Йеспер Петерсен       | 27 июня 2019 — 16 августа 2021 с 16 августа 2021                               | Социал-демократы |
| Министр внутренних дел и жилищного строительства            | Кааре Дибвад Кристиан Рабьерг Мадсен         | 27 июня 2019 — 2 мая 2022 с 2 мая 2022                                         | Социал-демократы |
| Министр транспорта                                          | Бенни Энгельбрехт Трине Брамсен              | 27 июня 2019 — 4 февраля 2022 с 4 февраля 2022                                 | Социал-демократы |
| Министр налогов и сборов                                    | Мортен Бёдсков Еппе Брюус                    | 27 июня 2019 — 4 февраля 2022 с 4 февраля 2022                                 | Социал-демократы |
| Министр климата, энергетики и услуг                         | Дан Йёргенсен                                | с 27 июня 2019                                                                 | Социал-демократы |
| Министр развития                                            | Расмус Прен Флемминг Мёллер Мортенсен        | 27 июня 2019 — 19 ноября 2020 с 19 ноября 2020                                 | Социал-демократы |
| Министр по вопросам окружающей среды                        | Леа Вермелин                                 | с 27 июня 2019 года                                                            | Социал-демократы |
| Министр продовольствия, сельского хозяйства и рыболовства   | Могенс Йенсен Расмус Прен                    | 27 июня 2019 — 19 ноября 2020 с 19 ноября 2020                                 | Социал-демократы |
| Министр сотрудничества Северных стран                       | Могенс Йенсен Флемминг Мёллер Мортенсен      | 27 июня 2019 — 19 ноября 2020 с 19 ноября 2020                                 | Социал-демократы |